# Il rinnegato del deserto
Il rinnegato del deserto (Una ráfaga de plomo) è un film del 1965 diretto da Paolo Heusch e Antonio Santillán.

## Trama
1930: Aldar è un avventuriero mezzo arabo e mezzo francese, che corteggia la principessa Yasmin mentre è impegnato a vendere armi nei deserti del Medio Oriente.

## Conosciuto anche come
- Una raffica di piombo